# Thorecta polygonum
Thorecta polygonum är en svampdjursart som först beskrevs av Lendenfeld 1889.  Thorecta polygonum ingår i släktet Thorecta och familjen Thorectidae. Inga underarter finns listade i Catalogue of Life.